# Easton, Pennsylvania

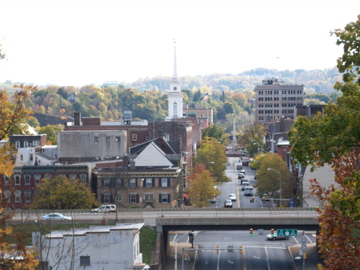
Easton, Pennsylvania

Easton este un oraș în comitatul Northampton, statul Pennsylvania din SUA. El este situat la altitudinea de 64 m deasupra n.m. se întinde pe o suprafață de 12.0 km2 și avea în anul 2010 o populație de 26.800 locuitori.

## Personalități marcante
- Lisa Ann actriță pornografică